# Samuel Khachikian

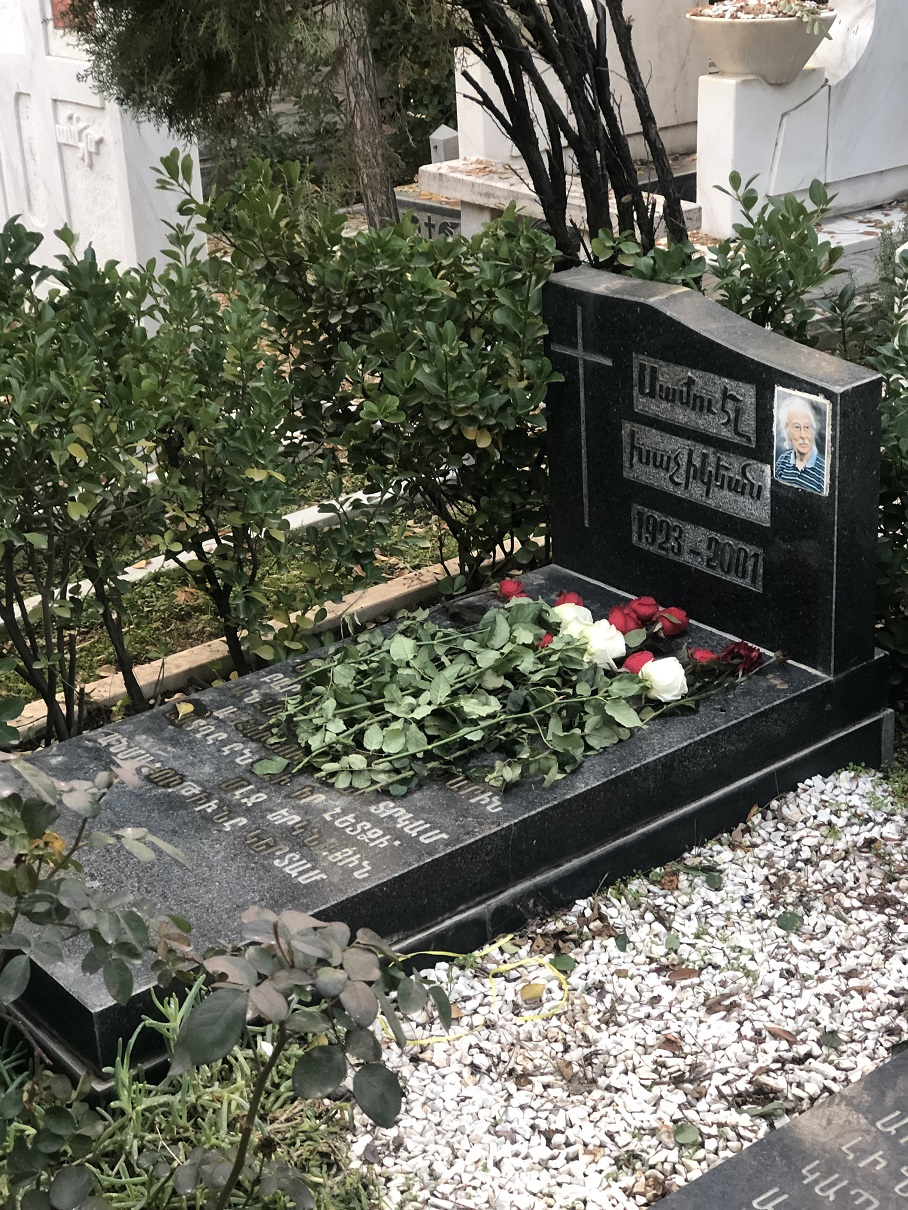
Cementerio de Burastan

Samuel Khachikian (en idioma armenio : Սամուէլ Խաչիկեան pronunciación armenia:  [sɑm'vɛl χɑtʃʰik'jɑn] ; en idioma persa: ساموئل خاچیکیان ,    Tabriz, Irán 21 de octubre - Teherán, 22 de octubre de 2001), fue un director , guionista , autor y editor de cine iraní de ascendencia armenia. Fue una de las figuras más influyentes en la industria del cine iraní y fue apodado «Hitchcock de Irán».

## Biografía
Nació en 1923 en Tabriz en el seno de una familia de inmigrantes armenios.  El padre de Khachikian escapó del Genocidio armenio en 1915 y se estableció en Tabriz. Su madre admiraba el cine y las artes y, a menudo, llevaba a sus hijos al teatro. Samuel Khachikian publicó su primer poema La prisión en el periódico armenio Alik cuando tenía nueve años. Cinco años después, dio su primera presentación teatral en Tabriz en una obra titulada Sevilla. Completó su educación en Historia y Periodismo, y escribió ocho obras de teatro que salieron al escenario no solo en diferentes ciudades de Irán, sino también en Los Ángeles, San Francisco y en el país de Grecia.
Khachikian hizo su primera película en 1953, titulada The Return.  Fue uno de los primeros y pocos directores que usaron la técnica de decoupage en el rodaje de filmación, preparando el guion de completo con anticipación. El éxito de sus trabajos atrajo mucha atención a las ventajas de este enfoque cinematográfico. Como cineasta innovador, convirtió la producción de asesinos misteriosos en una nueva ola popular en el cine iraní. Hizo el primer tráiler de la historia de cine iraní para la película A Girl from Shiraz en 1954. Algunas de sus películas como The Strike y The Eagles fueron éxitos de taquilla de su época. Su película de 1956, A Party in Hell, fue admitida  en el VIII Festival Internacional de Cine de Berlín.
El hijo de Samuel, Edwin Khachikian, actualmente es director en Teherán. El hermano de Samuel, Souren Khachikian, también estuvo muy involucrado en la producción de sus películas. El nieto de Souren, Ara H. Keshishian, trabaja actualmente como editor de cine en Hollywood.
Murió el 22 de octubre de 2001 a la edad de setenta y ocho años.

## Filmografía
- 1953: Return
- 1954: A Girl from Shiraz
- 1954: The Crossroad of Events
- 1955: Blood and Honor
- 1955: The Crossroad of Events
- 1956: A Party in Hell
- 1957: A Step to Death
- 1958: A Messenger from Heaven
- 1958: Storm in Our Town
- 1959: The Hill of Love
- 1961: One Step to Death
- 1961: Midnight Terror
- 1962: Anxiety
- 1963: Hit
- 1964: The Strike
- 1965: Delirium
- 1966: Rebellion
- 1966: Never Without Love
- 1966: Khodahafez Tehran
- 1968: The Tiger of Mazandaran
- 1968: The White Hell
- 1968: Man ham gerye kardam
- 1968: Hengameh
- 1969: Storm Bellow
- 1970: Ghesseye shab-e Yalda
- 1973: The Kiss on Blood Lips
- 1975: Death in the rain
- 1976: Anxiety
- 1978: Koose-ye jonoob
- 1979: Explosion (Enfejar)
- 1984: Eagles (Oghab-ha)
- 1985: Yoozpalang
- 1990: The Herald
- 1992: A Man in the Mirror
- 1994: Bluff

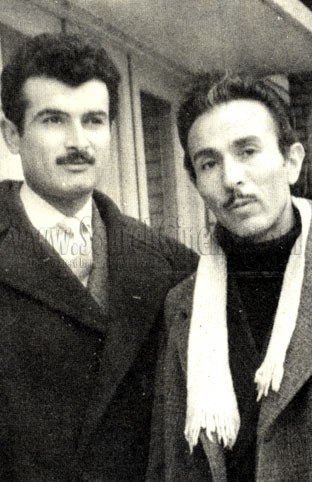
Samuel Khachikian (derecha) 1954

- 2001: ِDoubt (sin terminar debido a su enfermedad)